# ちょびっと
『ちょびっと』は、2014年4月から2016年3月23日まで、ABCラジオが平日の夕方に10分間放送していた事前収録のトーク番組シリーズ。堀江政生をはじめ、朝日放送の現役アナウンサーが、代々パーソナリティを務めていた。2015年9月23日までの番組表上のタイトルは、『堀江政生のちょびっと』（ほりえまさおのちょびっと）だった。
放送時間は、毎週水・木曜日（2014年4月 - 2015年3月）→　毎週月・火曜日（2015年4月）→毎週月 - 水曜日（2015年5月 以降）の17:00 - 17:10（JST）。全国高校野球選手権大会中継を17:00以降も放送する場合や、日本プロ野球のシーズン中に『ABCフレッシュアップベースボール』としてデーゲーム中継を実施する場合や、年末年始に特別編成を組む場合には放送を休止することがあった。

## 概要

### 『堀江政生のちょびっと』時代
2012年度のナイターオフ期間から火 - 金曜日の夜間に放送している生ワイド番組『堀江政生のほりナビ!!』からの派生番組として、2014年4月から放送を開始。堀江がパーソナリティを務めるとともに、以下の企画を曜日ごとに放送していた。
- 水曜日（→ 月曜日）：2012年度から『ほりナビ!!』ナイターオフ版の金曜日（→ 木曜日）でコメンテーターを務める城島充（産経新聞大阪本社社会部記者出身のスポーツライター・ノンフィクション作家）を招いたうえで、城島が取材したスポーツ選手や、城島が執筆したスポーツドキュメント作品についてのトークを展開していた。
- 木曜日（→ 火曜日）：堀江の単独出演で、「ちょびクラ」（『ほりナビ!!』で放送している「ちょいクラ」からの派生企画）を放送。自身が愛好しているクラシック音楽をテーマに、著名な楽曲の聴きどころや、著名な作曲家のエピソードなどを紹介していた。
- 水曜日：堀江の単独出演で、「ほりエッセイ」を放送。

### 『（出演アナウンサー名）のちょびっと』時代
2015年10月より「テレビや普段のアシスタント的立場では見られなかった、アナウンサーの素顔に迫っちゃおう! 丸裸にしちゃおう!」というコンセプトで番組内容がリニューアルされ、堀江の同僚アナウンサーが週替わりで出演するようになった。
- 収録は基本的に放送前週水曜日の午前中に行なわれる[2]。
- テーマは、3日間共通でも日替わりでも構わない。なお、スポーツアナウンサーの伊藤史隆によれば、仕事に直接関係のある話題（伊藤の場合にはスポーツと落語）は却下されるという[3]。
- トークの後、話したテーマに基づいた楽曲や自身の思い入れがある楽曲を流す。
- 最終日のエンディングでは、次週担当アナウンサーを、その人となりやこぼれ話を交えながら紹介する。

柴田博が担当した2016年3月23日（水曜日）放送分で終了。翌週（同月28日）からは、月曜分の後番組として、生放送番組『伊藤史隆のOn-site RADIO』（17:00 - 17:25）を新たに編成した。また、木曜日の同じ時間帯に編成していた『桑原征平の快適生活ラジオショッピング!』を火曜分、金曜日の『征平・あさおのどす恋ラジオ』を水曜分の後番組に充てている。

## 週替わり化後の出演アナウンサー

### 2015年
| 放送日              | アナウンサー |
| ------------------- | ------------ |
| 10月05日 - 10月07日 | 喜多ゆかり   |
| 10月12日 - 10月14日 | 乾麻梨子     |
| 10月19日 - 10月21日 | 上田剛彦     |
| 10月26日 - 10月28日 | 八塚彩美     |
| 11月02日 - 11月04日 | 岩本計介     |
| 11月09日 - 11月11日 | 横山太一     |
| 11月16日 - 11月18日 | 藤崎健一郎   |
| 11月23日 - 11月25日 | 伊藤史隆     |
| 11月30日 - 12月02日 | 斎藤真美     |
| 12月07日 - 12月09日 | 清水次郎     |
| 12月14日 - 12月16日 | 高野純一     |
| 12月21日 - 12月23日 | 加藤明子     |
| 12月28日 - 12月31日 | 平岩康佑     |

### 2016年
| 放送日              | アナウンサー |
| ------------------- | ------------ |
| 01月04日 - 01月06日 | 中邨雄二     |
| 01月11日 - 01月13日 | 島田大       |
| 01月18日 - 01月20日 | ヒロド歩美   |
| 01月25日 - 01月27日 | 小縣裕介     |
| 02月01日 - 02月03日 | 山下剛       |
| 02月08日 - 02月10日 | 桂紗綾       |
| 02月15日 - 02月17日 | 楠淳生       |
| 02月22日 - 02月24日 | 北條瑛祐     |
| 02月29日 - 03月02日 | 大野聡美     |
| 03月07日 - 03月09日 | 北村真平     |
| 03月14日 - 03月16日 | 福井治人     |
| 03月21日 - 03月23日 | 柴田博       |